# Прозорец на Джохари
Прозорецът на Джохари е когнитивно психологически инструмент, създаден от Джоузеф Луфт и Хари Ингам през 1955 г. Използва се, за да помогне на хората да разберат по-добре своята вътрешна комуникация и взаимоотношения. Най-често се употребява в групи за самопомощ и в корпоративни среди като евристично упражнение.

## Описание
Идеята, която стои зад „Прозореца на Джохари“ или „Прозореца на личността“, е класифицирането на човешкото поведение в матрица, формирана в основата на това, какво знаем или не знаем ние за себе си и другите за нас.
Представлява квадрат разделен на четири части. Всяка от тях представлява информация за човек.
„Прозореца на Джохари“ е изображение на личността на човека.
- Публична личност – Човек има своя част, която е публична
- Частна личност – Човек знае за себе си нещо, което не разкрива пред други хора
- Сляпо петно – Поведенчески фактор
- Несъзнавано, непозната област – Безсъзнателно, подсъзнателно и несъзнателно

Човек повишава самопознанието си, когато говори за себе си и слуша мнението на другите за него.